# Placa pacífica

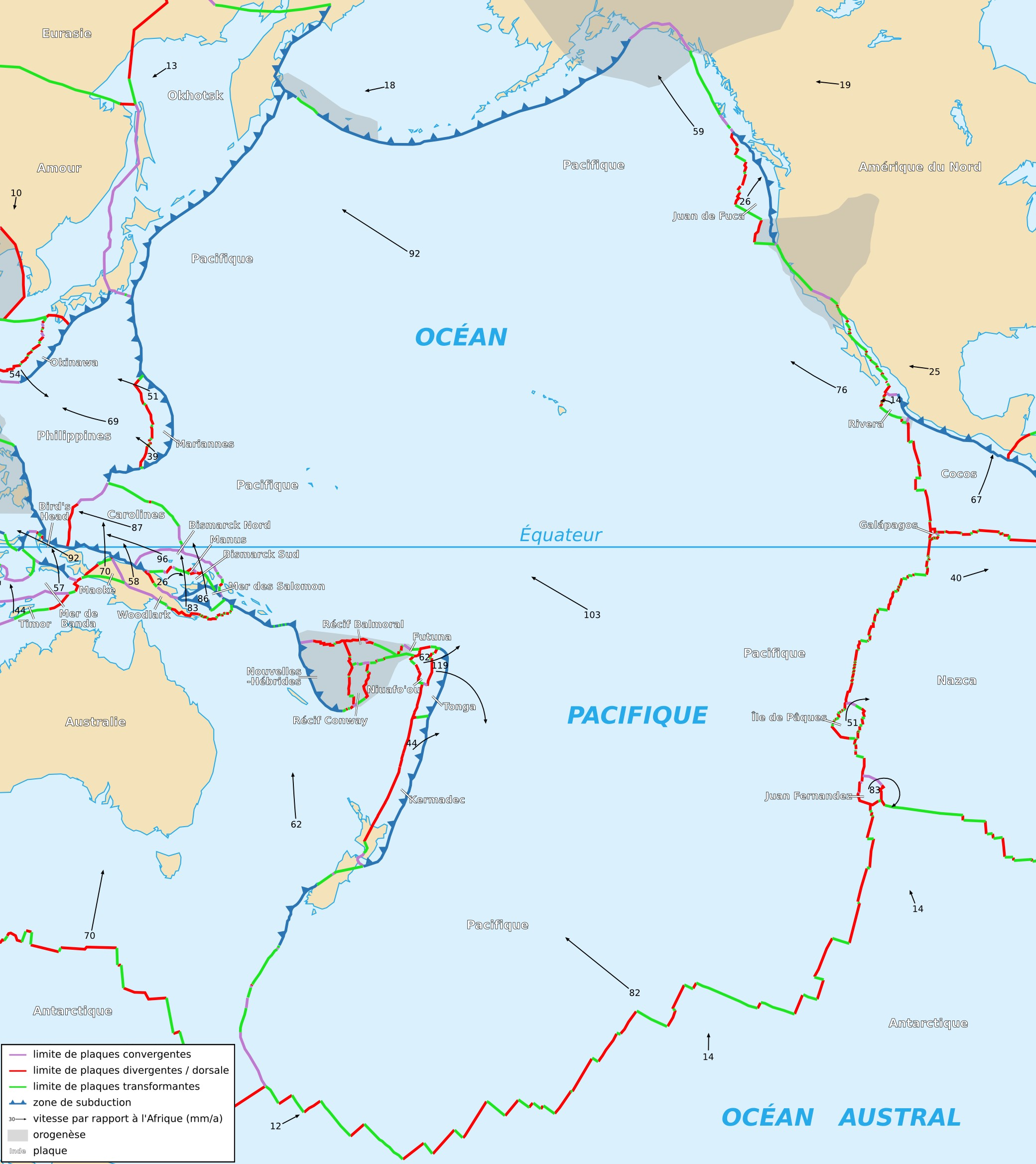
Mapa de la placa pacífica

La placa pacífica, o placa del Pacífic, és una placa tectònica oceànica que inclou la major part de l'oceà Pacífic. És la placa més gran del planeta amb una superfície de 2,576 85 estereoradiants.
És una de les més antigues del planeta, amb les seves parts més joves de 20 milions d'anys, i les més antigues de fins a 160 milions d'anys d'antiguitat) Una de les seves principals característiques és el punt calent interior que va donar origen a les Illes Hawaii i a nombrosos volcans. Les plaques amb les que limita són:
- Al nord, amb la placa nord-americana, amb la qual té una vora convergent que forma la fossa de les Aleutianes i les Illes Aleutianes.
- Al sud, la placa antàrtica, amb la qual té una vora divergent.
- A l'est, la placa de l'explorador, la placa de Juan de Fuca i la placa de Gorda, a la part nord-est; la placa nord-americana, al llarg de la falla de San Andrés, i la placa de Cocos al centre; al sud-est amb la placa de Nazca. En tots aquests casos es tracta de vores divergents.
- A l'oest, la placa eurasiàtica, la placa filipina –a la vora de la qual es forma la fossa de les Marianes–, i la placa indo-australiana, amb la qual té un límit generalment convergent, però que en altres parts és una vora transformant, com per exemple, a l'altura de la falla Alpina.